# カマスベラ
カマスベラ（魣倍良、英名：Cigar wrasse、シガーラス）は、ベラ科に属する魚類の一種。

## 特徴
最大サイズは50センチメートル、一般的な平均サイズは35センチメートル。
小さなうちは通常茶色や緑色の斑点があり、側面に縞模様が出ることもあるが、極稀に黄色の個体もある。成長すると胸びれの後ろのあたりが明るい黄色やオレンジ色、黒色、白色など多色に変色する。

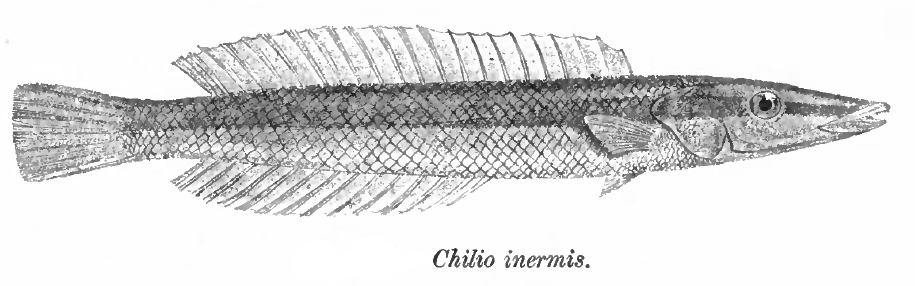
カマスベラ

## 分布
インド太平洋、紅海の熱帯海域に分布。